# منسف
المنسف هو ثريد لحم الضأن ولبن وخبز القمح البلدي أو الأرز، ويعد أشهر وجبات الأردن، وتمتد لتشمل منطقة بادية الشام الواقعة بين العراق والأردن وجنوب سوريا وشمال السعودية، ويعتبر الأردنيون الأشهر بإعداده، فهو الطبق الوطني في الأردن، فيطبخ بالأعراس والأتراح ومختلف المناسبات. يتميز المنسف عن باقي أنواع الطبخ العربية باستخدام لبن الجميد "الأقط" الذي يصنع من الحليب بعد تحويله إلى لبن رائب تتكون من لحم الضأن مع سائل الجميد والأرز.
يعود تاريخ المنسف إلى أكثر من 3 آلاف عام وفق المؤرخين، وقد ارتبط تاريخيا بالنضال ضد اليهود وذلك حين طلب الملك "ميشع" من شعبه في القرن 19 قبل الميلاد طبخ اللحم باللبن ليخالف اليهود الذين يحرّمون طبخ اللحم باللبن أو الحليب، ولكي يتمكن من تمييز أبناء شعبه عن اليهود.
يمثل المنسف جزءا مهمًا من التراث الأردني لاحتفاظه بالعناصر التي عُرف بها قبل أكثر من 200 عام، ولا يزال محتفظًا بالطقوس الخاصة به. وهو سيد مأدبة الأردنيين في المناسبات الاجتماعية فضلًا عن كونه مأدبة الضيافة الرسمية التي يستقبل بها الضيوف والزوار.
في ديسيمبر 2022 أُدرج المنسف على لائحة التراث الثقافي غير المادي لمنظمة الأمم المتحدة للتربية والعلم والثقافة (اليونسكو)، متقدمًا على أطباق عدة ومشروبات عربية ودولية، أبرزها أكلة الكسكس المغربية والبيتزا الإيطالية والقهوة العربية السعودية.

## تاريخه
تشير الرواية الشعبية المتداولة حول المنسف بالاسم الحالي إلى ما قبل نحو 3200 عام، خلال فترة المملكة المؤابية على وجه التحديد حين نجح الملك ميشع في تحميل الغذاء مضامين سياسية واستخدمه وسيلةً للاستفتاء الديمقراطي ليتمكن من معرفة مدى استعداد الرأي العام والرضا الشعبي لخوض معركة مصيرية ضد خصومهم التاريخيين بني إسرائيل في مملكة يهوذا على جزء من أراضي غرب نهر الأردن (الأراضي الفلسطينية المحتلة)، والذين كانوا في حالة حرب وعداء دائم مع المؤابيين، وكانت عقيدتهم تحرّم طهو اللحم باللبن، فبحسب التوراة وفي سفر الخروج الإصحاح (23) تقول آية (19): أَوَّلَ أَبْكَارِ أَرْضِكَ تُحْضِرُهُ إِلَى بَيْتِ الرَّبِّ إِلهِكَ. لاَ تَطْبُخْ جَدْيًا بِلَبَنِ أُمِّهِ.” 
كانت كانت العلاقة بين المملكة المؤابية مع مملكة يهوذا تمر بفترات من الشد والرخاء، فبعد سنوات من الحروب جاءت فترات من الهدنة والمعاهدات، وخلال إحدى تلك الفترات اكتشف المؤابيون نوايا مملكة يهوذا للغدر والانقضاض عليهم، فما كان من الملك ميشع حين وصل الخبر إلى مسامعه إلا الاستعداد للحرب، لكن هذه الحرب كانت تتطلب الاستعداد والتضحية من الجميع والاستعداد لتحمّل النتائج وأولهم الملك ميشع نفسه الذي ضحّى بأحد أبناءه على أبواب قلعة مؤاب التاريخية في الكرك، فأمر الشعب بطهو اللحم باللبن من أجل مخالفة عقيدة بني إسرائيل، فتم ذلك وتأكد للملك أن الجميع مستعد للمعركة المصيرية، وخلد هذا الإنتصار في مسلّة ميشع الحجرية المحفوظة في متحف اللوفر والذي دوّن فيها الملك المؤابي ميشع انتصاره على بني إسرائيل بقيادة ملكهم (عمري) 
ومن هنا أصبح المنسف رمزاً للفخر في تاريخ الأردنيين وارتبط بالنصر والتضحية والاستبسال في رد المطامع والاعتداءات في وجه أعتى الممالك والإمبراطوريات بما فيها الإمبراطورية الرومانية التي منحت الأردنيين حكمهم الذاتي رغم امتدادها الشاسع.
ولكن من وجهة نظر علمية تؤكد الأثرية أن جذور المنسف أقدم من ذلك التاريخ وتمتد لتصل إلى 5000-6500 ق.م (أي قبل أكثر من 7000 سنة من الآن على الأقل)، وذلك مع ازدهار المجتمعات الزراعية على الأرض الأردنية والتي تعتبر عين غزال في عمان الشرقية أولها وأقدمها عالمياً.
ومن المعلوم أن المنسف يقدم في طبق دائري كبير يسمح لعدة أشخاص بتناول الطعام في الوقت نفسه وتشير الدراسات أن هذا الوعاء صُنع أول مرة خلال فترة العصر الحجري الحديث ما قبل الفخاري بـ (حوالي 7200 – 6500 ق.م.) حيث تم إثباته في المواقع المذكورة، وهو ما يعني أن المجتمعات الأردنية الزراعية القديمة عرفت الأكل الجماعي واستخدمت أطباق تتسع لكميات من الطعام الكافي لأكثر من شخص يأكلون من نفس الطبق في ذات الوقت، وبمقارنة الأواني الفخارية الواسعة التي اكتشفت بكثرة في مناطق خربة الزريقون شمالاً وتل أبو الخرز في وادي الأردن يظهر أنها تشبه إلى حد كبير طبق تقديم (سدر) المستخدم حالياً، وتشبه إلى حد أكبر النسخة الأقدم والأكبر من سدر المنسف الذي كان مستخدماً خلال القرن الماضي وما سبقه. وفي دراسة أخرى نشرت عام 1986، تأكد أنه وخلال الفترة نفسها تم تدجين الماعز والأغنام والخيل في موقع عين غزال، وكان 71٪ من العظام المكتشفة هناك تعود إلى حيوانات مدجّنة ومستأنسة، تمثل عظام الماعز 95٪ من اجمالي العظام التي عُثر عليها مما أن السكان كان لديهم فائض من حيوان الماعز في ذلك الوقت بما يسمح لهم باستخدامه كمصدر للغذاء.
الجدير بالملاحظة أنه لا يوجد دليل حتى الآن على وجود مثل هذه الأطباق الكبيرة في المناطق الصحراوية، حيث يستخدم البدو من سكان هذه المناطق لحم الجمل بشكل أكبر في مناسباتهم وذلك بعد طهوه بالماء ويكون بذلك طبق الثريد المختلف عن المنسف، لأن لحم الجمل إذا تم طهوه باللبن يشد ويقسو ويصبح من غير المستساغ أكله.

## التحضير والإعداد
يتم إعداد المنسف من الأرز واللحم واللبن. الفكرة الأساسية في عمل المنسف هي استخدام لبن الجميد في طبخ اللحم حيث أنه أهم مكونات المنسف. يطبخ اللحم في مرق اللحم والجميد وقد يخلط معه اللبن الرائب (الزبادي) أو الشنينة لإعطاءه بعض الحموضة، ويضاف السمن البلدي العربي للأرز المصري قصير الحبة ويقدم في طبق كبير يوجد بأسفله رغيف من خبز الشراك ومغطى بخبز الشراك أيضاً (الخبز الرقيق المخبوز على الصاج)، يوضع عليه الأرز ومن ثم اللحم ويزين باللوز أو الصنوبر والبقدونس المفروم.
عادة ما يكون اللبن المستعمل معدّ عن طريق تجفيف اللبن وحفظه على هيئة كرات مملحة يطلق عليها اسم الجميد للدلالة عن حالته الصلبة أو الجامدة، ومن أشهره «الجميد الكركي» المصنوع في محافظة الكرك، والجميد الخليلي المصنوع في قرى محافظة الخليل في فلسطين، ولا توجد فروق واضحة بين المنطقتين. ومن الممكن حفظ هذه الكرات الجامدة لفترات طويلة. يتم حلّ هذه الكرات الجامدة ووضعها في الماء عند الرغبة بتحويلها إلى سائل مرة أخرى (يمكن نقعها في الماء الساخن، ثم خلطها على خلاط كهربائي مع الماء لتتحول إلى سائل).
وبالرغم من أن الطريقة التقليدية في إعداد المنسف تتركز في استخدام كرات لبن الجميد إلا أنه قد درج حديثًا استخدام الجميد السائل الجاهز.
ويتم في كثير من الأحيان إضافة بعض المُطيبات إلى اللبن اثناء غليه مع اللحم وتسمى هذه المُطيبات بـ"حوايج المنسف" او "حواجة السمن" او "حوايج السمن" وهي عبارة عن مجموعة من الأعشاب العطرية المنسمة والبهارات المطحونة جيدًا. هذه المُطيبات هي نفس الإضافات التي كانت تستخدم في صنع السمن البلدي العربي قديمًا. المكون الأساسي لها هو الحندقوق والهيل وتتنوع باقي المكونات بين الكزبرة البرية، زهرة البسباس، خويخة، رتم، قندول، شومر، عرف الديك، البقدونس، الزعتر، الزعتر البري الفارسي، بابونج، نعنع سيل (النعنع البري ويسمى حبق)، نعنع عادي، السمينة، المحيلبة (حلبة محمصة)، كركم، والرشاد. أغلب هذه المكونات عبارة عن أعشاب برية ما عدا الرتم والقندول اللذان يعدان أزهار شجيرات. أوقات نمو جميع النباتات المستخدمة في تحضير الحواجة يبدأ مع من بداية شهر اذار وحتى بداية شهر نيسان، حيث يتم جمعها في فصل الربيع وتجففيها من بعد ذلك. يُذكر أن ربات البيوت الأردنيات اعتدن قديمًا على القيام بجمع هذه المكونات بنفسهن وخلطها وتحضيرها يدويًا.

## المنسف في الثقافة الأردنية
يعتبر المنسف سيد المائدة الأردنية والحاضر الأول في كل الطقوس والمناسبات الاجتماعية، إذ يقدم في المناسبات المختلفة كولائم الأعراس والعقائق ومناسبات التخرج أو للترحيب بالضيوف، وفي الأعياد الرسمية مثل عيد الأضحى وعيد الفطر وعيد الميلاد، ويرتبط بالعديد من الطقوس والدلالات والمعاني، فإلى جانب الدلالات على كونه من أقدم الأطباق التي عرفتها التجمعات الإنسانية في المنطقة والتي ارتبطت بالمناسبات الاجتماعية وتقاسم الطعام وتشارك الموارد والأكل من نفس الطبق، فهو يعكس أيضاً بنية المجتمع الأردني التي تبرز فيها قيم الأرض والإنتاجية من خلال تمازج المكونات والمنتجات الزراعية والرعوية، فالمنسف لا يمكن أن يكون طبقا صحراويا، فالقمح والأرز لا ينبت في الصحراء بالحد الذي يجعل منه جزءاً أساسياً من الغذاء اليومي للبدو، ولا المزارع المتفرغ لعملية الزراعة في حقوله وبساتينه قادر بسهولة على تأمين لحم الضأن ولبنها.

## طريقة التقديم والأكل
يؤكل المنسف باتباع الطريقة التقليدية حيث تلتف جماعة حول طبق كبير واضعين أيديهم اليسرى خلف ظهورهم ويأكلون بأيديهم اليمنى دون استعمال الملاعق، حيث يعتبر استخدام الملعقة في أكل المنسف غير مقبول حسب التقاليد.
ومن الآداب والقواعد التي يجب الانتباه لها عند تناول المنسف ما يلي:
- يقدم المنسف في طبق دائري مفتوح كدلالة على المشاركة والمساواة، ويوضع تحته خبز الشراك الرقيق ثم الأرز أو البرغل، ويوضع فوقه اللحم ويغطىّ بأرغفة خبز الشراك من الأعلى، ويقدم اللبن جانباً.
- يؤكل المنسف بثلاثة أصابع من اليد اليمنى (الإبهام والسبابة والوسطى) أو بأصابع اليَد كلها، ويعتبر من العيب أن يصل الطعام إلى بطن اليد أو ظهرها، ويأكل الناس المنسف وقوفاً، ويفضّل وضع اليد اليسرى إلى الوراء أو خلف الظهر.
- يبدأ تناول المنسف بعملية (الفجولة) وهي بضع حركات لتحريك الغماس سواء كان من الجريش أو الأرز، ليمتصه اللبن ويتمازج معه ويبرد قليلاً.
- يتم سحب كمية بسيطة من الغماس باستخدام طرف الأصابع وبعض من خبز الشراك وصناعة كرة صغيرة من الأرز والخبز واللحم، ويتم دفعها بأصابع اليد لتدخل في جوف الفم، دون أن تلمس الأصابع الشفاه، ويتولى المُضيف مهمة استدامة سكب لبن المنسف للضيوف بناء على رغبتهم وبعد سؤالهم.
- يُراعى أثناء تناول الطعام الحفاظ على جودته ونظافته ووفرته، حيث يؤكل المنسف على طورات (جولات أو مجموعات) متتالية من الضيوف، وهي عادة درجت قديماً يتم تشارك الطبق الواحد من عدة مجموعات، في المناسبات الاجتماعية ذات الحضور الواسع، تعرف المجموعة الواحدة من الآكلين أو الضيوف بـ “الطور أو الطورة”.
- يوضع رأس الذبيحة مطهواً على المنسف في وضع الإعلان عن المناسبة، فيكون مرفوعاً لأعلى في الأفراح، ومتجهًا للأسفل في الأتراح (مثل العزاء).
- من المعيب عمومًا على الضيف أن يمس رأس الذبيحة، ومن المتعارف عليه أن يتولى هذه المهمّة المضيف أو كبير القوم، نظراُ للدلالة الرمزية للرأس، كما يعتبر قطع لسان الذبيحة وتقديمه للضيف نوعاً من التوجيب له، ولذلك دلالة رمزية أحياناً حين كان يقدم اللسان لشاعر أو خطيب مشهود له بالفصاحة، كذلك لا ينبغي أن تُمد يد الضيف إلى اللحم في أعلى سدر المنسف أو اللحم عند جاره، لكن الرجل الكريم هو الذي يقطع اللحم من أمامه ويدفنه تحت الأرز، ليجد الآكل أو الضيف اللاحق (الطورة) شيئاً يأكله حين يأتي دوره، أو أنه يعطي اللحم لمن هو خلفه من المنتظرين في الطورات التالية ومن الأمثلة الأردنية الدارجة عن هذه الحالة المثل القائل: (اقعد خلف الرجال، وشوف ويش يمدّولك).[12]
- يعاب على الضيف أن يظهر قاع الطبق (بطن السدر) لما فيه من دلالة على جشع الضيف، بل يستخدم الآدام (ما يغمس به من خبز الشراك)، ولا تغمس اللقمة كاملة بالخبز، بل طرفها فقط، ولذلك يعتبر في قانون الضيافة الأردني أن نقص الخبز عار على المضيف، بينما نقص الغماس عارٌ على الضيف.[12]
- من دلالات الكرم سكب السّمن الذائب أمام الضيف إضافة إلى عدد جيّد من أرغفة خبز الشراك، ومن زيادة كرم المضيف عند بعض العشائر الأردنية وضع الزُّبد (الزبدة) أمام الضيف، وذلك لأن هذه المواد الثلاثة هي مونة أبناء العشائر الأردنية وتحديدًا القبائل البدوية لما تمثله من رمزية لأمنهم الغذائي.[12]

## أطباق مشابهة
بالإضافة للمنسف التقليدي يمكن إيجاد أطباق مشابهة حسب طبيعة المناطق المختلفة، وهناك تنويعات أخرى على هذا الطبق يستعمل فيها اللبن العادي بدلا من الجميد (أنظر الشاكرية)، أو الدجاج بدلا من اللحم. وفي مدينة العقبة الساحلية في جنوب الأردن يؤكل السمك مع الأرز (الصيادية).

## معرض صور

منسف بلدي
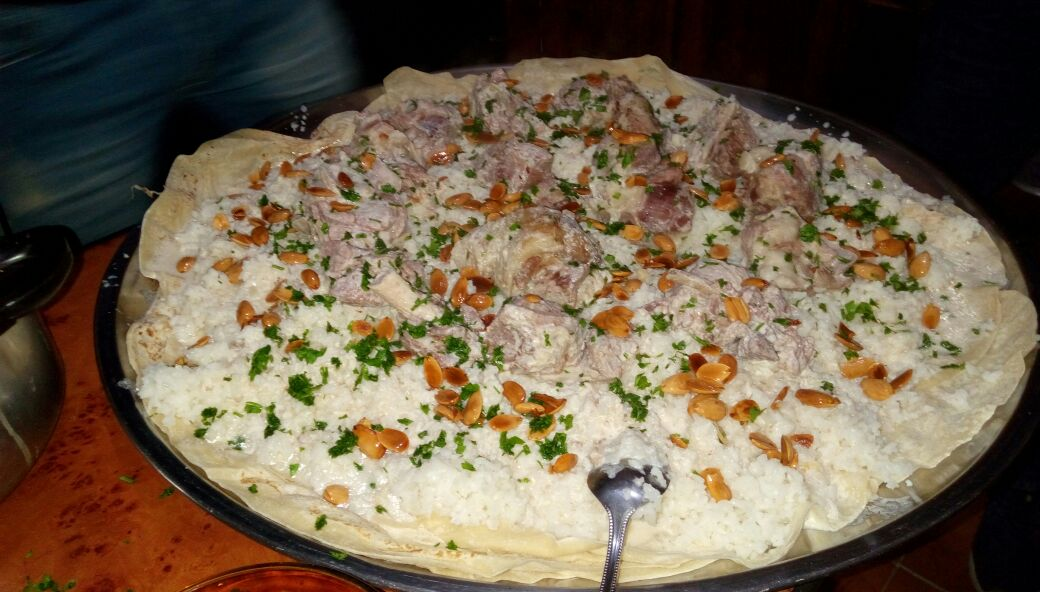
منسف أُردني أُعد في جمهورية مصر العربية
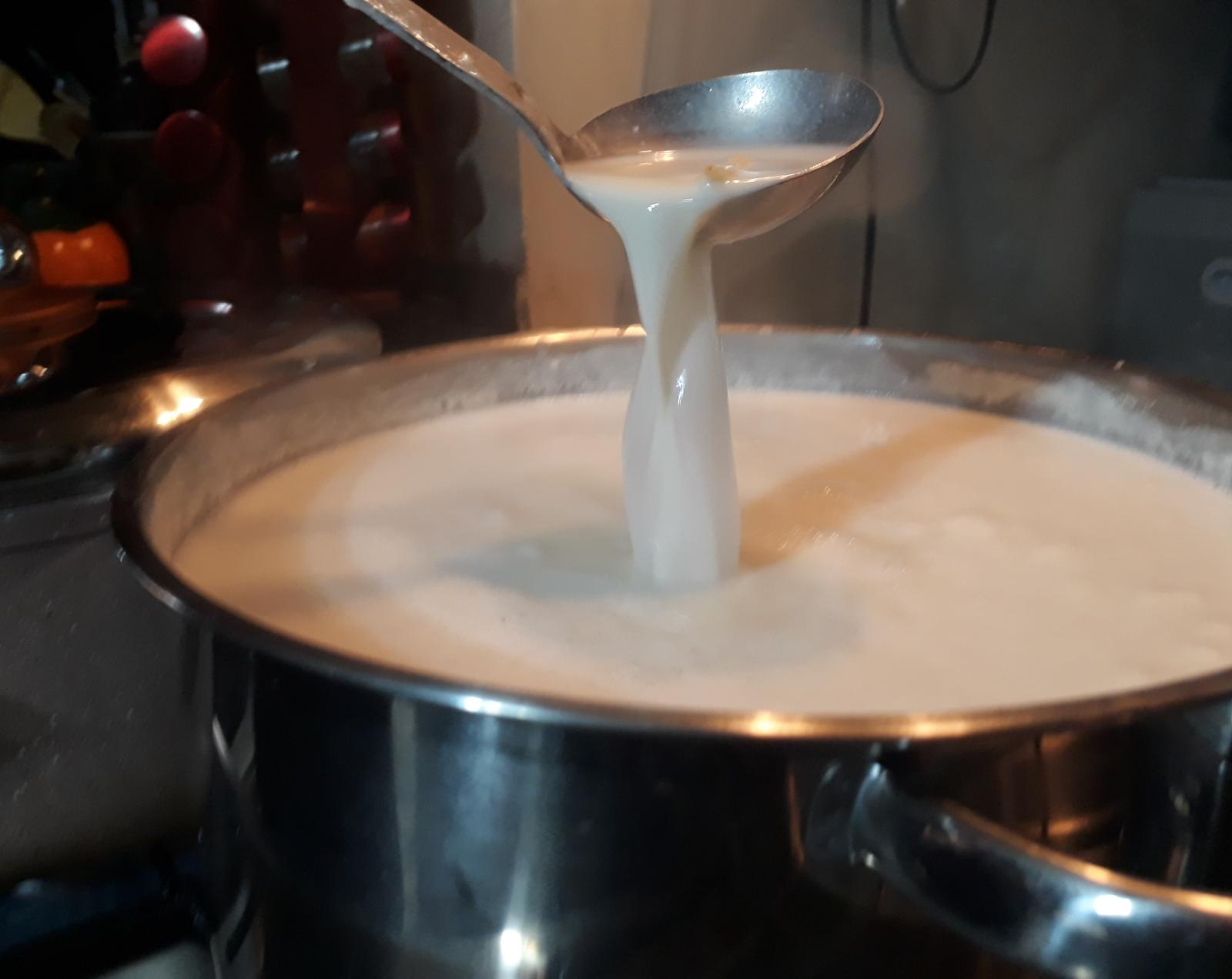
اللبن المستخدم في عمل المنسف الفلسطيني
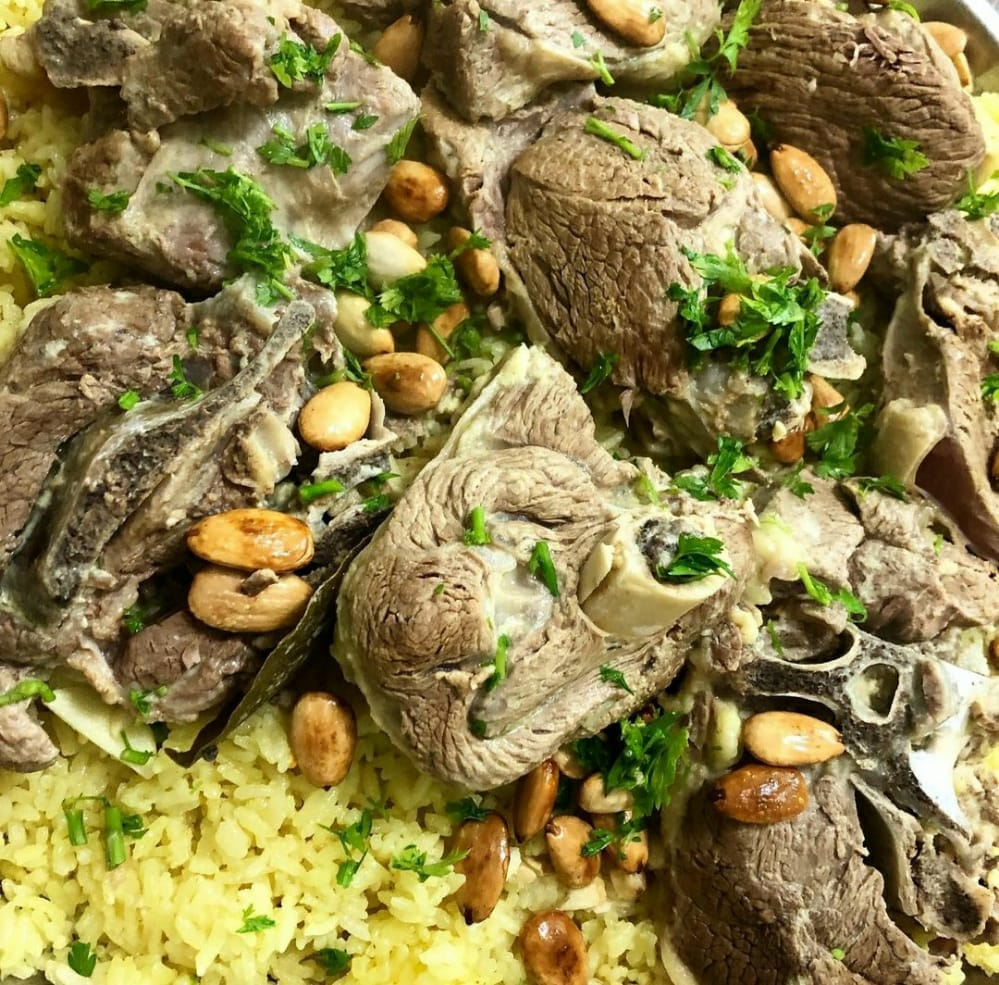
منسف أردني
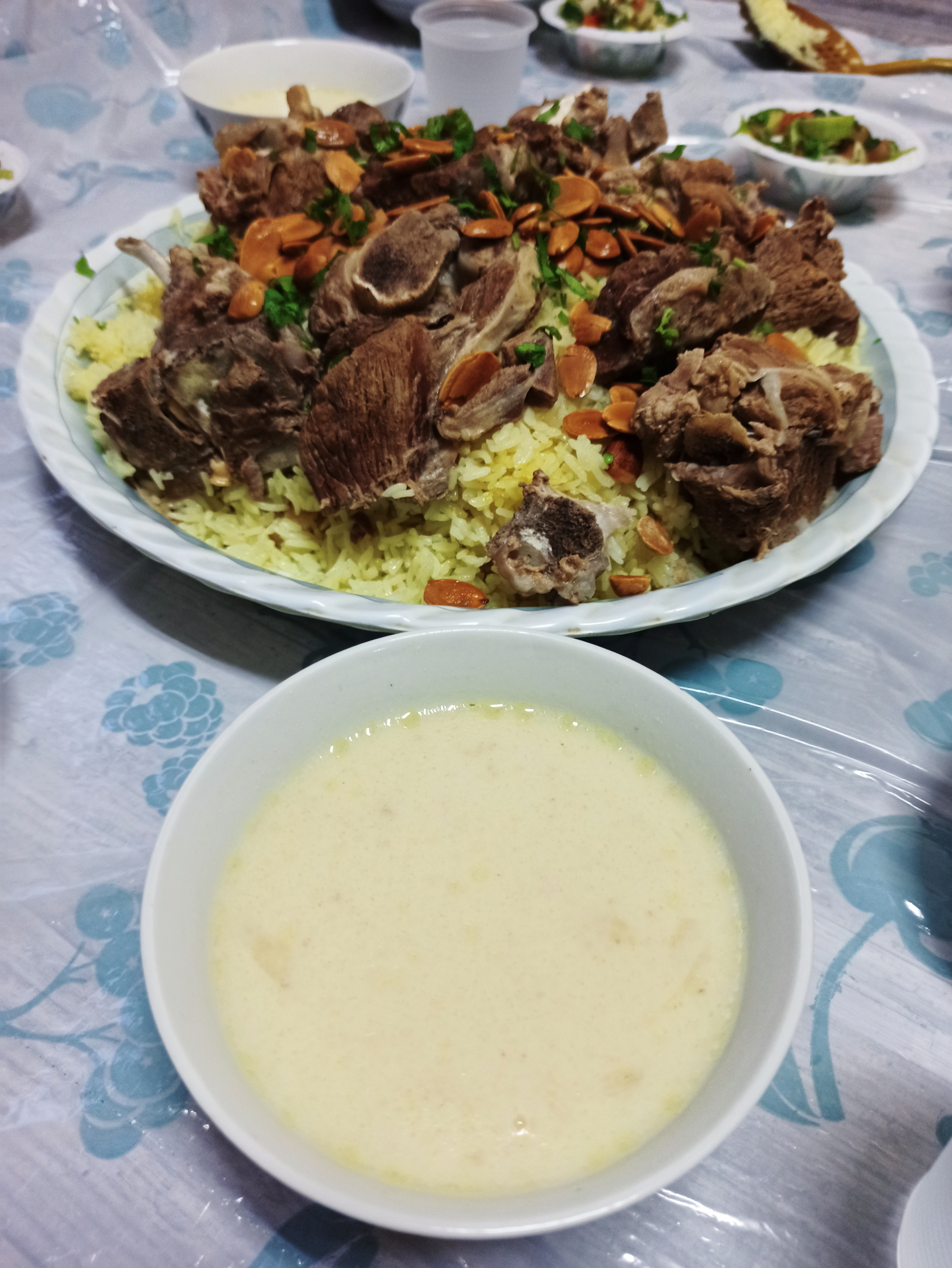
طبق المنسف الأردني المُزيّن باللوز المحمص، إضافة إلى حساء اللبن